# Пикачо-де-Дьябло
Пикачо-де-Дьябло, или Серро-де-ла-Энкантада (исп. Picacho del Diablo, Cerro de la Encantada, «Пик дьявола» или «Холм заколдованных») — гора на полуострове Калифорния в штате Нижняя Калифорния (Мексика). Пик расположен в горной цепи Сьерра-де-Сан-Педро-Мартир. Самая высокая вершина Нижней Калифорнии и 35-я вершина Мексики.

## География
Высота над уровнем моря — 3096 м, находится на территории муниципалитета Мехикали в 175 км к югу от города Мехикали, чуть более чем в 52 км к западу от побережья Калифорнийского залива и порта Сан-Фелипе и примерно в 91 км к востоку от побережья Тихого океана. Мексиканская национальная астрономическая обсерватория Сан-Педро-Мартир  находится примерно в 10 км от Пикачо-де-Дьябло, дорога к национальной обсерватории является ближайшей к пику.